# Pepe Luis Vázquez
José Luis Vázquez Garcés dit « Pepe Luis Vázquez », né le 21 décembre 1921 à Séville (Espagne), où il est mort le 19 mai 2013, est un matador espagnol retiré des arènes depuis 1959.

## Présentation
Pepe Luis Vázquez était considéré comme l’un des plus fins et plus élégants des matadors de son époque, toréant avec la plus grande grâce et la plus grande élégance, ce qui lui valait l’admiration aussi bien des aficionados que celle du gros public. Seule sa petite taille le handicapait au moment de l’estocade.
Il fut un temps considéré comme le principal rival de son ami « Manolete », mais une grave blessure survenue à Santander le 25 juillet 1944 devait ralentir la suite de sa carrière. Il se retira en 1953, puis reparut pour quelques corridas en 1959.
En 1998, il reçoit la Médaille d'or du mérite des beaux-arts par le Ministère de l'Éducation, de la Culture et des Sports.
Son frère Manuel fut lui aussi matador et est considéré comme l’un des meilleurs des années 1950 et 1960.

### Carrière
- Débuts en public : Algésiras (Espagne, province de Cadix) le 18 juillet 1936 aux côtés de Antonio Bienvenida. Novillos de la ganadería de Gallardo.
- Débuts en novillada avec picadors : Séville le 5 juin 1938 aux côtés de Manuel Rodríguez « Manolete » et Calderón. Novillos de la ganadería de Gallardo
- Présentation à Madrid : 13 juillet 1939 aux côtés de Félix Almagro et Mariano García. Novillos de la ganadería de Domingo Ortega.
- Alternative : Séville le 15 août 1940. Parrain, Pepe Bienvenida ; témoin, Rafael Vega de los Reyes « Gitanillo de Triana ». Taureaux de la ganadería de Francisco Chica.
- Confirmation d’alternative à Madrid : 20 octobre 1940. Parrain, Marcial Lalanda ; témoin, Rafael Ortega Gómez « Gallito ». Taureaux de la ganadería de Bernardo Escudero.
- Premier de l’escalafón en 1941 et 1942.